# Роскошный попугай Александры
Роскошный попугай Александры (лат. Polytelis alexandrae) — птица семейства попугаевых. Вид назван в честь Александры Датской.

## Внешний вид
Длина тела 36 см Оперение в основном оливково-зелёного цвета. Только щёки, подбородок, горло и «штанишки» красноватые, в нижней части крыла перо у него жёлтое. Самцы отличаются от самок окраской клюва, он у них интенсивно-красного цвета, средние хвостовые перья длиннее, чем у самок. У самок окраска менее интенсивная.

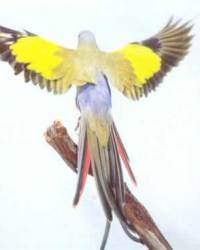

## Распространение
Обитает на западе Австралии.

## Образ жизни
Населяют полупустынные и степные районы. Отличные летуны. В засушливые годы в поисках воды и корма преодолевают большие расстояния. Питаются культурными растениями и семенами трав, собирая их на земле.

## Размножение
Гнездятся в дуплах крупных деревьев вблизи водоёмов. В брачный период самец начинает ухаживать за самкой. Он начинает её подкармливать, приближаясь к ней ритуальными танцующими прыжками. А спустя некоторое время самка откладывает 4-5 яиц, которые насиживает в течение 3 недель. Птенцы появляются покрытые нежным пухом. В 35-дневном возрасте они покидают гнездо.

## Угрозы и охрана
Сейчас это довольно редкий попугай. Занесён в Красную книгу МСОП и охраняется законом.

## Содержание
Очень популярен в Западной Европе. В России появился только в 1980-х гг. и встречается у любителей значительно реже, хотя легко размножается в клетке и является перспективным видом для одомашнивания. Это миролюбивая птица, легко уживается с волнистыми попугайчиками и кореллами. Их можно держать в общих вольерах.